# Подстанция (Алтайский край)
Подстанция — упразднённый посёлок в Алтайском крае России. Входил в состав Власихинского сельсовета городского округа город Барнаул. Исключен из учётных данных в 1989 году.

## География
Располагался у ПС «Власиха» в западной части современного города Барнаул, в промзоне, юго-западне Южногго проезда.

## История
Решением Алтайского КИКа от 23 октября 1989 года № 344/1 населённый пункт, исключен из учётных данных.